# Juri Alexandrowitsch Krutkow
Juri Alexandrowitsch Krutkow (russisch Юрий Александрович Крутков; * 17. Maijul. / 29. Mai 1890greg. in Sankt Petersburg; † 12. September 1952 in Leningrad) war ein russischer und sowjetischer Physiker. Er war zusammen mit der Gruppe Hertz am sowjetischen Atombombenprojekt beteiligt. Trotz seiner Verdienste für die Rüstung der UdSSR wurde er zeitweise vom NKWD verfolgt und inhaftiert.

## Biographie
Krutkow wuchs in Sankt Petersburg in einer Intellektuellenfamilie auf. Seine Familie zog in die Ukraine, wo sein Vater als Direktor eines Gymnasiums in Slatopol (Oblast Kirowohrad) und Lubny (Oblast Poltawa) tätig war. 1906 kehrte die Familie nach Petersburg zurück, zwei Jahre später immatrikulierte sich Krutkow in der Physikalisch-mathematischen Fakultät der Sankt Petersburger Universität. Dort studierte er bei russischen Gelehrten und schloss sich Studentenkreisen der damaligen Zeit an. Besonderen Einfluss übte auf ihn der Physiker Paul Ehrenfest aus. 1915 absolvierte er die Universität und bereitete sich auf die Professur vor. Ab 1918 beteiligte er sich am Aufbau einer sowjetischen Physikforschung, lehrte am neu gegründeten Petrograder Polytechnischen Institut und wirkte in der am Staatlichen Optischen Institut neu gegründeten Atomkommission mit.
1919 verteidigte Krutkow seine Dissertation über „adiabatische Invarianten“, die 1921 erschien. Im gleichen Jahre wurde er bereits Professor an der Petrograder Universität und Leitender Physiker am Physikalisch-mathematischen Institut der Akademie der Wissenschaften. 1922 wurde er Vorsitzender der Physiksektion der Russischen Gesellschaft für physikalische Chemie, 1924 arbeitete er in der Hauptkammer für Maße und Gewichte.
1922 erhielt er ein Stipendium der Rockefeller-Stiftung, das ihm ermöglichte, nach Deutschland und Holland zu reisen, um Geräte und Bücher zu besorgen. Auf der Reise traf er sich mit berühmten Physikern wie Albert Einstein, Hendrik Antoon Lorentz und Peter Debye. Krutkow erkannte Fehler in der Rezeption Einsteins in Bezug auf Friedmanns kosmologischen Theorien, die Einstein auch später zugab. Darauf reiste Krutkow noch mehrmals nach Deutschland, u. a. nach Göttingen, Hamburg und Berlin.
In den 1930er Jahren lehrte Krutkow an der Leningrader Universität, an der Militärakademie der Luftstreitkräfte „Prof. N. J. Schukowski“, leitete den Lehrstuhl für theoretische Mechanik des Militärischen Maschinenbau-Instituts, arbeitete in der Sektion für theoretische Physik des Physik-Instituts der Akademie der Wissenschaften der UdSSR.
1933 wurde er zum korrespondierenden Mitglied der Akademie der Wissenschaften der UdSSR gewählt.
Am 30. Dezember 1936 wurde er im Zusammenhang mit der Pulkowo-Affäre verhaftet und am 25. Mai 1937 im Rahmen des Großen Terrors von 1937 zu 10 Jahren Haft verurteilt. Dank der Fürsprache des Wissenschaftlers und Akademiemitglieds Alexei Nikolajewitsch Krylow erhielt er die Möglichkeit, in der Haft auf seinem Spezialgebiet zu arbeiten. Am 4. März 1947 wurde er aus der Haft entlassen und konnte nach seiner Rückkehr nach Leningrad seine Lehrtätigkeit an der Leningrader Universität wiederaufnehmen. Er leitete den Lehrstuhl für Mechanik an der Mathematisch-mechanischen Fakultät der Leningrader Staatsuniversität.
1946–1947 arbeitete er mit den deutschen Atomwissenschaftlern der Gruppe Gustav Hertz in Suchumi zusammen. Für diese Tätigkeit wurde ihm zusammen mit Heinz Barwich und Gustav Hertz 1951 der Stalinpreis 2. Stufe verliehen. Ihre Resultate bei der Erforschung der Dynamik, Gasdiffusion und Trennung der Isotopen wurde später im Industriekomplex in Nowouralsk genutzt.
Er starb am 12. September 1952 nach einer schweren Herzerkrankung. Kurz vor seinem Tod erfuhr er von der Verleihung des Stalinpreises für seine Arbeit im Bereich der Atomphysik.
Posthum wurde er am 8. August 1957 vom Militärgericht der UdSSR rehabilitiert. Am 13. Dezember 1957 gab ihm das Präsidium der Akademie der Wissenschaften post mortem die Rechte als korrespondierendes Mitglied der Akademie der Wissenschaften der UdSSR zurück.

## Ehrungen
- 1933 Korrespondierendes Mitglied der Akademie der Wissenschaften der UdSSR
- 1934 Ehrendoktor der physikalisch-mathematischen Wissenschaften
- 1951 Stalinpreis 2. Stufe

## Publikationen
- Adiabatische Invarianten und ihre Anwendungen in der theoretischen Physik, Berlin 1921.
- Tensor der Spannungsfunktionen und allgemeine Lösungen in der Statik der Theorie der Elastizität, Verlag der Akademie der Wissenschaften der UdSSR, 1949 (russisch).